# O Reino das Vozes que Não se Calam
O Reino das Vozes que Não se Calam é um livro de fantasia romântica, escrito pelas escritoras brasileiras Carolina Munhóz e Sophia Abrahão. O Reino das Vozes que Não se Calam contém 288 páginas e foi lançado em 18 de agosto de 2014, através da Fantástica Rocco. O livro vendeu mais de 50 mil exemplares e ocupou o ranking de best-sellers de ficção nacional da Nielsen por nove meses. A sequência do livro foi lançada, sob o título de O Mundo das Vozes Silenciadas, em setembro de 2015. Em 2015, Abrahão lançou uma websérie de cinco episódios sobre O Reino das Vozes que Não se Calam, de mesmo nome, em seu canal no YouTube.

## Sinopse
Se você encontrasse um lugar onde todos o aceitassem, seria capaz de abandoná-lo? Sophie se esconde de todos e de si mesma. Insegura, ela não consegue enxergar sua beleza e talento, e sente dificuldade em se relacionar com as outras pessoas. Seu dia-a-dia se perde entre os caminhos tortuosos dos que convivem com a depressão e o bullying, e a jovem aos poucos vai se fechando na escuridão de seus pensamentos. Desamparada e sem coragem de lidar com seus problemas, ela acaba descobrindo um lugar mágico: um reino onde as vozes não se calam e as criaturas encantadas se tornam reais. Um local colorido onde ela finalmente poderá se encontrar. Dividida entre a realidade e a fantasia, Sophie contará com a ajuda preciosa de um rapaz comum e uma guardiã encantada, que lhe mostrarão os segredos da alma e a farão decidir se vale a pena enfrentar seus medos ou viver em um eterno conto de fadas.